# Focaccia veneta
La focaccia veneta (in lingua veneta fugàssa, o fugassìn) è un pane pasquale lievitato dolce analogo alla colomba.

## Descrizione
In origine era il dolce dei poveri. In occasione delle feste veniva preso l'impasto base del pane e gli venivano aggiunte uova, burro e zucchero (tutto in quantità moderata dati i costi). Poi il dolce veniva cotto nei forni a legna.
In seguito questo dolce è stato 'adottato' dalle pasticcerie fino a diventare più raffinato ed elaborato.
Dovendosi adeguare alle sofisticazioni e complicazioni del palato del mondo moderno, ha perso la semplicità di un tempo. Lo stesso dolce lo si ritrova in diverse versioni spostandosi di paese in paese. Ogni zona o paese del Veneto applica delle varianti che lo rendono unico di posto in posto.

### Ingredienti
La ricetta è a base di farina, uova, burro e alcuni aromi fondamentali (marsala, cedro, vaniglia). Data la bassa quantità di burro risulta come un dolce leggero e gustoso.
Il dolce viene spesso accompagnato da una salsa a base di mascarpone o gelato.